# Тархун (ихшид)
Тарху́н — согдийский ихшид, правивший в Самарканде в первом десятилетии 700-х годов (самое начало VIII века).
Лившиц В. А. полагал, что имя самаркандского ихшида начала VIII века Тархуна было тюркским.
По некоторым данным, начал править Согдом с 700 года, по другим данным, с 705 или 707 года. Известен тем, что в 707 году заключив союз с бухарцами и тюргешами, активно боролся против арабских завоевателей в период арабского нашествия и исламизации в Средней Азии. После того, как в 709 году арабские захватчики во главе с Кутейбой ибн Муслимом захватили Бухару, Тархун, во избежание аналогичной судьбы и для Самарканда, заключил с ними соглашение, и часть согдийцев во главе с ним были вынуждены платить дань. Тархун отправил в Бухару к арабам своих послов, и признал их власть. Эти события создали внутри согдийской верхушки недовольство и мятеж, и Тархун был смещён согдийской аристократией из-за чрезмерной мягкости, осторожности и происламской позиции. Вместо Тархуна начал править Гурек. После отстранения от власти, Тархун был заключён в тюрьму, где он совершил самоубийство. Двум его сыновьям удалось бежать на восток — в Пенджикент, во двор другого согдийского правителя — афшина Деваштича, где их приняли очень хорошо и относились с уважением.